# پل خشتی نور
پل خشتی نور مربوط به دوره قاجار است و در نور، مرکز شهر واقع شده و این اثر در تاریخ ۲۵ آذر ۱۳۷۵ با شمارهٔ ثبت ۱۸۱۰ به‌عنوان یکی از آثار ملی ایران به ثبت رسیده است.